# Okręg wyborczy nr 8 do Sejmu Rzeczypospolitej Polskiej (1993–2001)
Okręg wyborczy nr 8 do Sejmu Rzeczypospolitej Polskiej (1993–2001) obejmował województwo ciechanowskie. W ówczesnym kształcie został utworzony w 1993. Wybieranych było w nim 4 posłów w systemie proporcjonalnym.
Siedzibą okręgowej komisji wyborczej był Ciechanów.

## Wyniki wyborów
| Podział 4 mandatów: SLD: 2 PSL: 2 |

| Podział 4 mandatów: SLD: 2 PSL: 1 AWS: 1 |

## Reprezentanci okręgu
| Sejm | Rok  | Poseł KW                                      | Poseł KW                                      | Poseł KW                                      | Poseł KW                                      | Poseł KW                                      | Poseł KW                                      | Poseł KW                                      | Poseł KW                                      |
| ---- | ---- | --------------------------------------------- | --------------------------------------------- | --------------------------------------------- | --------------------------------------------- | --------------------------------------------- | --------------------------------------------- | --------------------------------------------- | --------------------------------------------- |
| II   | 1993 |                                               | S. Żelichowski PSL                            |                                               | Z. Siemiątkowski SLD                          |                                               | A. Zalewska SLD                               |                                               | J. Mączewski PSL                              |
| III  | 1997 |                                               | S. Żelichowski PSL                            | M. Koźlakiewicz AWS                           | Z. Siemiątkowski SLD                          |                                               | A. Zalewska SLD                               |                                               |                                               |
| IV   | 2001 | okręg zniesiony – patrz okręgi nr 16, 18 i 34 | okręg zniesiony – patrz okręgi nr 16, 18 i 34 | okręg zniesiony – patrz okręgi nr 16, 18 i 34 | okręg zniesiony – patrz okręgi nr 16, 18 i 34 | okręg zniesiony – patrz okręgi nr 16, 18 i 34 | okręg zniesiony – patrz okręgi nr 16, 18 i 34 | okręg zniesiony – patrz okręgi nr 16, 18 i 34 | okręg zniesiony – patrz okręgi nr 16, 18 i 34 |

### Wybory parlamentarne 1993
| Komitet wyborczy                                      | Komitet wyborczy                                     | Głosów | %     | Mandaty | Wybrani posłowie                      |
| ----------------------------------------------------- | ---------------------------------------------------- | ------ | ----- | ------- | ------------------------------------- |
|                                                       | Polskie Stronnictwo Ludowe                           | 37 942 | 26,51 | 2       | Stanisław Żelichowski, Jan Mączewski  |
|                                                       | Sojusz Lewicy Demokratycznej                         | 30 602 | 21,38 | 2       | Zbigniew Siemiątkowski, Anna Zalewska |
|                                                       | Polskie Stronnictwo Ludowe – Porozumienie Ludowe     | 13 814 | 9,65  | –       |                                       |
|                                                       | Partia X                                             | 7184   | 5,02  | –       |                                       |
|                                                       | Katolicki Komitet Wyborczy „Ojczyzna”                | 7173   | 5,01  | –       |                                       |
|                                                       | Unia Pracy                                           | 7061   | 4,93  | –       |                                       |
|                                                       | Unia Demokratyczna                                   | 5779   | 4,04  | –       |                                       |
|                                                       | Porozumienie Centrum                                 | 5334   | 3,73  | –       |                                       |
|                                                       | Koalicja dla Rzeczypospolitej                        | 5043   | 3,52  | –       |                                       |
|                                                       | Samoobrona – Leppera                                 | 4477   | 3,13  | –       |                                       |
|                                                       | Bezpartyjny Blok Wspierania Reform                   | 4471   | 3,12  | –       |                                       |
|                                                       | Niezależny Samorządny Związek Zawodowy „Solidarność” | 3885   | 2,71  | –       |                                       |
|                                                       | Konfederacja Polski Niepodległej                     | 3620   | 2,53  | –       |                                       |
|                                                       | Kongres Liberalno-Demokratyczny                      | 3333   | 2,33  | –       |                                       |
|                                                       | Unia Polityki Realnej                                | 1916   | 1,34  | –       |                                       |
|                                                       | NOT Stowarzyszenia Techniczne                        | 933    | 0,65  | –       |                                       |
|                                                       | Ojczyzna – Lista Polska                              | 571    | 0,40  | –       |                                       |
| Frekwencja: 48,72% Źródło: Państwowa Komisja Wyborcza |                                                      |        |       |         |                                       |

Poniższa tabela przedstawia podział mandatów dla komitetów wyborczych na podstawie uzyskanych głosów, a następnie obliczonych ilorazów wyborczych na podstawie metody D’Hondta.
| Podział mandatów dla komitetów wyborczych na podstawie metody D’Hondta | Podział mandatów dla komitetów wyborczych na podstawie metody D’Hondta | Podział mandatów dla komitetów wyborczych na podstawie metody D’Hondta | Podział mandatów dla komitetów wyborczych na podstawie metody D’Hondta | Podział mandatów dla komitetów wyborczych na podstawie metody D’Hondta | Podział mandatów dla komitetów wyborczych na podstawie metody D’Hondta | Podział mandatów dla komitetów wyborczych na podstawie metody D’Hondta | Podział mandatów dla komitetów wyborczych na podstawie metody D’Hondta | Podział mandatów dla komitetów wyborczych na podstawie metody D’Hondta |
| Komitet wyborczy                                                       | Komitet wyborczy                                                       | Liczba głosów                                                          | Iloraz wyborczy                                                        | Iloraz wyborczy                                                        | Iloraz wyborczy                                                        | Iloraz wyborczy                                                        | Mandaty                                                                | TP                                                                     |
| Komitet wyborczy                                                       | Komitet wyborczy                                                       | Liczba głosów                                                          | /1                                                                     | /2                                                                     | /3                                                                     | /4                                                                     | Mandaty                                                                | TP                                                                     |
| ---------------------------------------------------------------------- | ---------------------------------------------------------------------- | ---------------------------------------------------------------------- | ---------------------------------------------------------------------- | ---------------------------------------------------------------------- | ---------------------------------------------------------------------- | ---------------------------------------------------------------------- | ---------------------------------------------------------------------- | ---------------------------------------------------------------------- |
|                                                                        | Polskie Stronnictwo Ludowe                                             | 37 942                                                                 | 37 942                                                                 | 18 971                                                                 | 12 647                                                                 | 9486                                                                   | 2                                                                      | 1,70                                                                   |
|                                                                        | Sojusz Lewicy Demokratycznej                                           | 30 602                                                                 | 30 602                                                                 | 15 301                                                                 | 10 201                                                                 | 7651                                                                   | 2                                                                      | 1,37                                                                   |
|                                                                        | Unia Pracy                                                             | 7061                                                                   | 7061                                                                   | 3531                                                                   | 2354                                                                   | 1765                                                                   | 0                                                                      | 0,32                                                                   |
|                                                                        | Unia Demokratyczna                                                     | 5779                                                                   | 5779                                                                   | 2890                                                                   | 1445                                                                   | 1445                                                                   | 0                                                                      | 0,26                                                                   |
|                                                                        | Bezpartyjny Blok Wspierania Reform                                     | 4471                                                                   | 4471                                                                   | 2236                                                                   | 1490                                                                   | 1118                                                                   | 0                                                                      | 0,20                                                                   |
|                                                                        | Konfederacja Polski Niepodległej                                       | 3620                                                                   | 3620                                                                   | 1810                                                                   | 1207                                                                   | 905                                                                    | 0                                                                      | 0,16                                                                   |
| Ogółem                                                                 | Ogółem                                                                 | '89 475                                                                | –                                                                      | –                                                                      | –                                                                      | –                                                                      | 4                                                                      | 4                                                                      |

### Wybory parlamentarne 1997
| Komitet wyborczy                                      | Komitet wyborczy                          | Głosów | %     | Mandaty | Wybrani posłowie                      |
| ----------------------------------------------------- | ----------------------------------------- | ------ | ----- | ------- | ------------------------------------- |
|                                                       | Sojusz Lewicy Demokratycznej              | 34 311 | 29,69 | 2       | Zbigniew Siemiątkowski, Anna Zalewska |
|                                                       | Akcja Wyborcza Solidarność                | 33 198 | 28,73 | 1       | Mirosław Koźlakiewicz                 |
|                                                       | Polskie Stronnictwo Ludowe                | 16 742 | 14,49 | 1       | Stanisław Żelichowski                 |
|                                                       | Unia Wolności                             | 7926   | 6,86  | –       |                                       |
|                                                       | Ruch Odbudowy Polski                      | 7699   | 6,66  | –       |                                       |
|                                                       | Unia Pracy                                | 6557   | 5,67  | –       |                                       |
|                                                       | Krajowa Partia Emerytów i Rencistów       | 3774   | 3,26  | –       |                                       |
|                                                       | Krajowe Porozumienie Emerytów i Rencistów | 1943   | 1,68  | –       |                                       |
|                                                       | Blok dla Polski                           | 1717   | 1,49  | –       |                                       |
|                                                       | Unia Prawicy Rzeczypospolitej             | 1692   | 1,46  | –       |                                       |
| Frekwencja: 38,40% Źródło: Państwowa Komisja Wyborcza |                                           |        |       |         |                                       |

Poniższa tabela przedstawia podział mandatów dla komitetów wyborczych na podstawie uzyskanych głosów, a następnie obliczonych ilorazów wyborczych na podstawie metody D’Hondta.
| Podział mandatów dla komitetów wyborczych na podstawie metody D’Hondta | Podział mandatów dla komitetów wyborczych na podstawie metody D’Hondta | Podział mandatów dla komitetów wyborczych na podstawie metody D’Hondta | Podział mandatów dla komitetów wyborczych na podstawie metody D’Hondta | Podział mandatów dla komitetów wyborczych na podstawie metody D’Hondta | Podział mandatów dla komitetów wyborczych na podstawie metody D’Hondta | Podział mandatów dla komitetów wyborczych na podstawie metody D’Hondta | Podział mandatów dla komitetów wyborczych na podstawie metody D’Hondta | Podział mandatów dla komitetów wyborczych na podstawie metody D’Hondta |
| Komitet wyborczy                                                       | Komitet wyborczy                                                       | Liczba głosów                                                          | Iloraz wyborczy                                                        | Iloraz wyborczy                                                        | Iloraz wyborczy                                                        | Iloraz wyborczy                                                        | Mandaty                                                                | TP                                                                     |
| Komitet wyborczy                                                       | Komitet wyborczy                                                       | Liczba głosów                                                          | /1                                                                     | /2                                                                     | /3                                                                     | /4                                                                     | Mandaty                                                                | TP                                                                     |
| ---------------------------------------------------------------------- | ---------------------------------------------------------------------- | ---------------------------------------------------------------------- | ---------------------------------------------------------------------- | ---------------------------------------------------------------------- | ---------------------------------------------------------------------- | ---------------------------------------------------------------------- | ---------------------------------------------------------------------- | ---------------------------------------------------------------------- |
|                                                                        | Sojusz Lewicy Demokratycznej                                           | 34 311                                                                 | 34 311                                                                 | 17 156                                                                 | 11 437                                                                 | 8578                                                                   | 2                                                                      | 1,37                                                                   |
|                                                                        | Akcja Wyborcza Solidarność                                             | 33 198                                                                 | 33 198                                                                 | 16 599                                                                 | 11 066                                                                 | 8300                                                                   | 1                                                                      | 1,33                                                                   |
|                                                                        | Polskie Stronnictwo Ludowe                                             | 16 742                                                                 | 16 742                                                                 | 8371                                                                   | 5581                                                                   | 4186                                                                   | 1                                                                      | 0,67                                                                   |
|                                                                        | Unia Wolności                                                          | 7926                                                                   | 7926                                                                   | 3963                                                                   | 2642                                                                   | 1982                                                                   | 0                                                                      | 0,32                                                                   |
|                                                                        | Ruch Odbudowy Polski                                                   | 7699                                                                   | 7699                                                                   | 3850                                                                   | 2566                                                                   | 1925                                                                   | 0                                                                      | 0,31                                                                   |
| Ogółem                                                                 | Ogółem                                                                 | 99 876                                                                 | –                                                                      | –                                                                      | –                                                                      | –                                                                      | 4                                                                      | 4                                                                      |